# 單模光纖
在光纖通訊中，單模光纖是一種設計用來傳送單一光束(模)的光纖。通常此光束內有多種波長的光。雖然光束傳送路徑與光纖平行，但通常稱之為transverse mode，因其電磁波振盪方向垂直於光纖。
單模光纖不像多模光纖會色散，單模光纖不會色散。單模光纖在維持長距離光脈衝的精確度上也比多模光纖好。所以單模光纖的頻寬比多模光纖高。單模通常使用激光做為光源，而多模通常使用發光二極管作為光源。單模的相關設備也較貴，但單模光纖本身比多模光纖便宜。
典型的光纖纖核直徑在8到10µm而加上被覆纖殼的直徑是125 µm；可通過的光的波長是1310或1550 nm。單模光纖在物理或化學性質上的不同性質可以做出多的特別規格，如非零色散光纖及零色散光纖。單模光纖通常為黃色外皮以與橙色外皮的多模光纖區分。

## 优点
- 低损耗与低色散：由于核心直径仅约8–10微米，光在其中以单一模式传播，可显著减少模态色散与信号衰减，适合远距离传输[2]。
- 超长传输距离：可在无需中继的情况下传输超过100公里，常用于城域网、干线网和海底通信等场景[2]。
- 带宽容量大：支持更高的数据速率与更大的频率范围，适用于未来高密度网络需求 [3]。
- 抗电磁干扰：与所有光纤一样，单模光纤不受电磁干扰影响，适用于工业或医疗等复杂环境。

## 应用
InfiniBand的通道若使用单模光纤，I/O设备可以安置在距服务器10km远处。